# 王少飛
王少飛，字野月，号稀男。中国湖南人，旅居日本，是一位画家。自3歲開始畫畫，13歲開始發表作品，被譽為「東方的畢加索」，「天才畫家」。在日本、美國、法國、澳洲等地被邀請舉辦個人展覽五十余次。他曾于2005年在日本进行展览并将画作进行义卖，其收入的一部分被用于中国的抗洪救灾。其作品創作廣泛，有油畫、水彩、水粉、中國畫、書法等等。有评价认为他是将中國畫藝術轉化向世界現代抽象藝術的畫家之一。
最昂貴的畫作《高高太陽》以85億日元被評估交易，刷新全球華人水墨畫單件作品售出收藏價格的世界紀錄   。
國際有名的巨匠畫家王少飛被決定作為特邀嘉賓（Special guest)於World Expo 2025年世界博覽會的岡山兒童未來音樂劇《哈羅德！》在世博會大會堂演出。

## 簡歷
- 神戸大学大学院美術教育学研究科碩士研究生（1993年）[11] [12]
- 法國國際藝術獎
- 聯合國書畫金獎
- 新中國繪畫藝術最高榮譽獎（2009年）[13]

## 作品
- 「漁女」1986年
- 「紅夢」1988年
- 「宇宙共存」1989年
- 「魚的音楽」1994年
- 「高高太陽」2007年
- 「夏之恋」2017年

## 外部連接
- 『世界芸術家辞典』（页面存档备份，存于）